# Oleander
Der Oleander (Nerium oleander), auch Rosenlorbeer genannt, ist die einzige Art der Pflanzengattung Oleander (Nerium) innerhalb der Familie der Hundsgiftgewächse (Apocynaceae). Alle Pflanzenteile sind giftig. Es gibt mehr als 200 Sorten.
Als Gelber, Tropischer oder Karibischer Oleander ist die ebenfalls giftige Thevetia peruviana, der Schellenbaum, bekannt.

## Beschreibung

Habitus

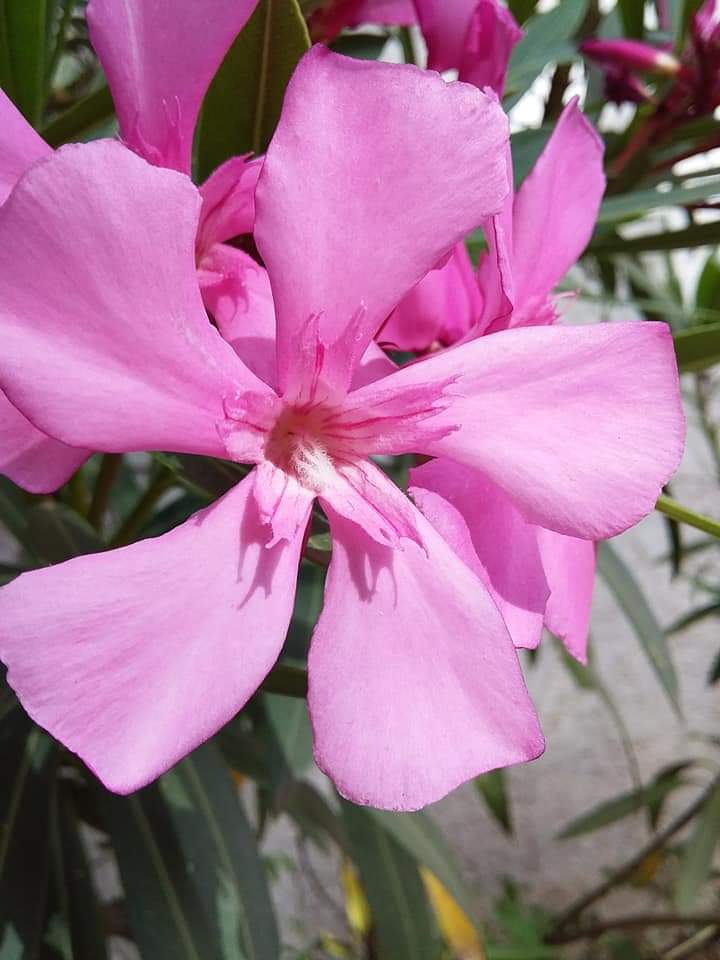
Blüte

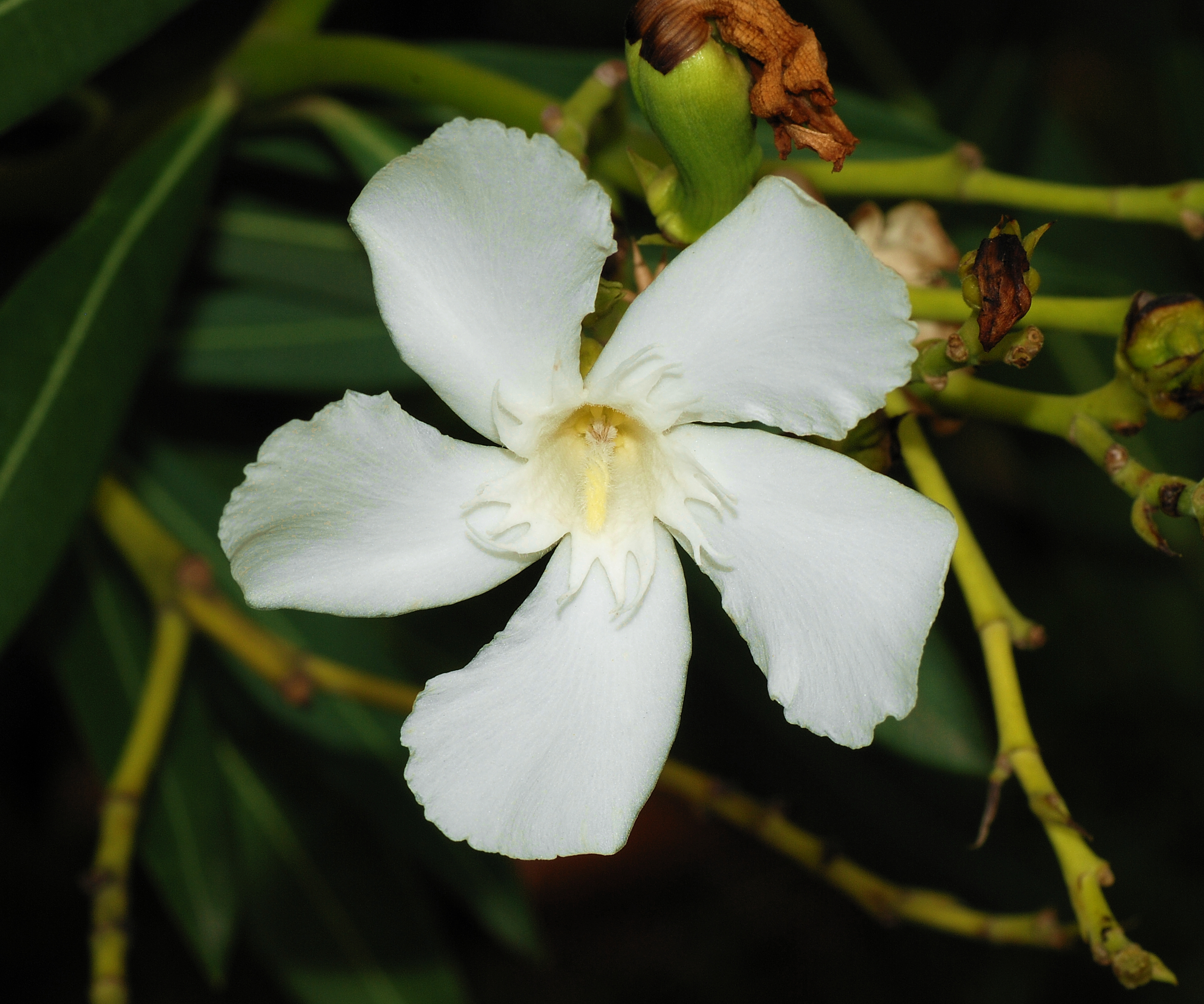
Weiße Blüte

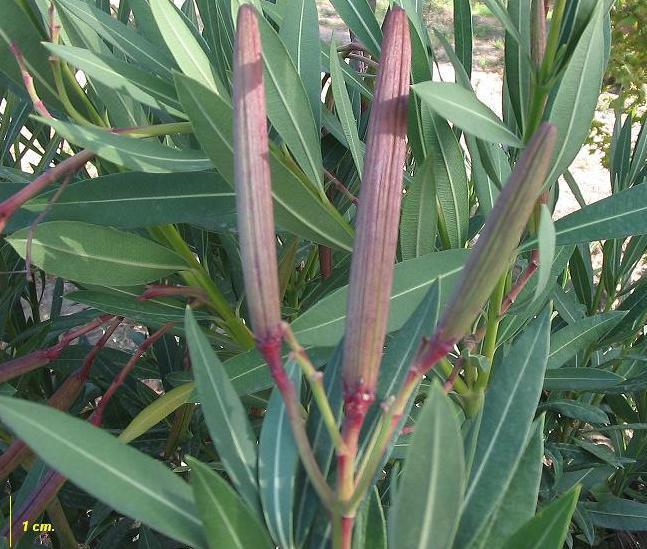
Balgfrüchte

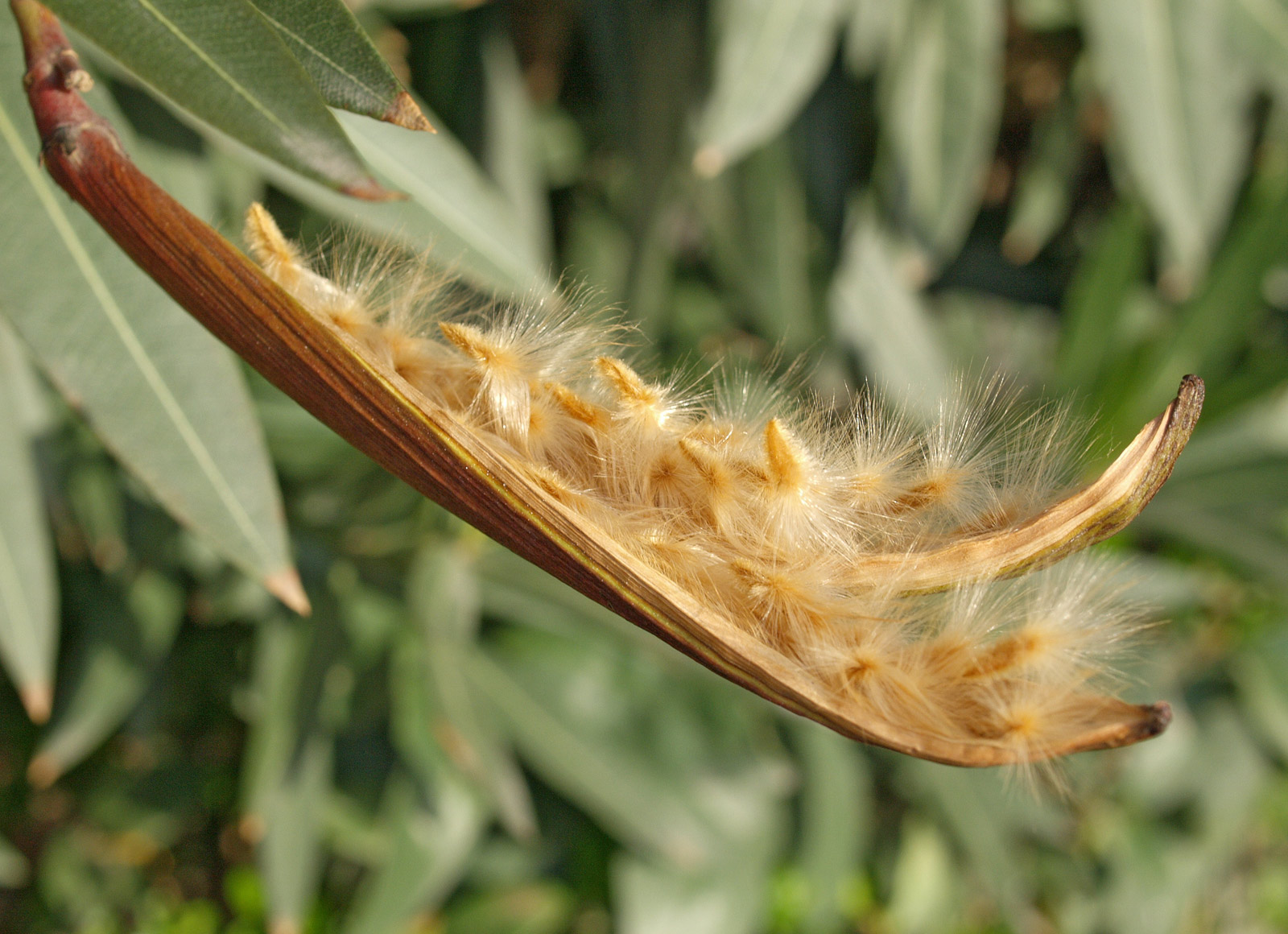
Frucht und Samen

### Vegetative Merkmale
Der Oleander ist eine immergrüne bis 6 Meter hohe verholzende Pflanze, meist ein Busch. Die normalerweise zu dritt, wirtelig, seltener gegenständig, am Zweig angeordneten einfachen Laubblätter sind kurz gestielt, ledrig, steiflich, oberseits dunkelgrün und bei einer Länge von 6 bis 24 Zentimetern lanzettlich bis verkehrt-eiförmig oder -eilanzettlich. Die Breite der ganzrandigen, meist spitzen bis seltener abgerundeten und meist kahlen Blattspreite kann bis zu 5 Zentimeter betragen. Die Nervatur ist fein gefiedert mit vielen Seitenadern. Der Rand ist oft leicht umgerollt.

### Generative Merkmale
Die Blütezeit erstreckt sich von Mitte Juni bis in den September hinein. Mehrere duftende, kurz gestielte Blüten stehen in einem gestielten trugdoldigen und endständigen Blütenstand zusammen. Die zwittrigen Blüten sind radiärsymmetrisch und in der Normalform fünfzählig mit doppelter Blütenhülle. Der Kelch ist nur klein, mit schmal-dreieckigen, etwas abstehenden Zipfeln und er ist drüsig. Die Blütenkronblätter sind trichterförmig verwachsen mit ausladenden Kronlappen, sie sind je nach Sorte, weiß, gelblich oder in verschiedenen Rosa- bis Violetttönen. Wilde Oleander blühen meist rosarot. Die Petalen besitzen innen an der Basis, am Schlund, fransige Anhängsel (eine Corona). Die fünf Kronlappen sind radförmig ausgebreitet und vorn schief abgeschnitten, sodass sie eine nach rechts gedrehte Krone bilden. Die Staubblätter mit relativ kurzen Staubfäden, oben in der Kronröhre, mit langen und haarigen, federigen oft ineinander verdrehten Anhängseln an den pfeilförmigen Antheren, sind dem Griffelkopf (Clavuncula) anhaftend. Der zweifächerige Stempel mit behaartem Fruchtknoten ist oberständig. Ob Nektar produziert wird oder eine sekundäre Pollenpräsentation stattfindet, ist nicht ganz klar.
Am Kelch können Kolleteren vorhanden sein.
Es werden bis 23 Zentimeter lange und trockene, geriefte, rippige sowie schmale Balgfrüchte mit beständigem Kelch gebildet. Die vielen schmal-kegelförmigen Samen sind dicht behaart mit einem einseitigen Haarschopf.
Die Chromosomengrundzahl beträgt x = 11; bei der Wildform liegt Diploidie vor mit einer Chromosomenzahl von 2n = 22.

## Herkunft
Der Oleander hat ein großes Verbreitungsgebiet in einem Streifen von Marokko (hier bis in Höhenlagen von 2000 Meter) und Südspanien über den ganzen Mittelmeerraum, den Nahen bis Mittleren Osten, Indien bis China und Myanmar. Die früher vertretene Auffassung, bei den asiatischen Wildformen handele es sich um eine eigene Art (Nerium indicum), wird wegen der zu geringen Unterschiede im Phänotyp nicht mehr bestätigt. Nerium oleander ist in vielen frostfreien Gebieten der Welt ein Neophyt.
Der Oleander wächst im Mittelmeerraum von Natur aus in südmediterranen Auengesellschaften (Nerio-Tamaricetea).

## Systematik
Die Gattung Nerium wurde 1753 mit der Art Nerium oleander durch Carl von Linné in Species Plantarum, 1, Seite 209. aufgestellt.
Die Gattung Nerium wird meist als monotypisch angesehen, die einzige Art ist Nerium oleander. Seltener wird zur Gattung mehr als eine Art gerechnet.

## Geschichte
Der Oleander, von dessen Verwendung in der Heilkunde wegen seiner Giftigkeit im Mittelalter gewarnt wurde, ist auf einem kretischen Wandgemälde des 14. Jahrhunderts v. Chr. dargestellt. Auch auf Wandgemälden in Pompeji ist er dargestellt.
Die ersten Pflanzen, die nach dem Atombombenabwurf von 1945 wieder in Hiroshima blühten, waren Oleander, weshalb er 1973 zur Symbolblume der Stadt erklärt wurde.

## Oleander als Gartenpflanze
Conrad Gesner kannte den Oleander schon 1560 als Gartenpflanze in Basel.
Bei der Kübelhaltung ist auf eine gute Wässerung und Düngung in der warmen Jahreszeit zu achten. Im Winter sollte der Oleander kühl (5–10 °C sind ideal) gehalten werden, eine Überwinterung im beheizten Wohnraum ist wegen der Gefahr von starkem Spinnmilbenbefall und Vergeilung zu vermeiden.
Oleander wird in Mitteleuropa meistens als Kübelpflanze gehalten; es gibt unter den insgesamt mehr als 200 Sorten auch einige, die in den meisten Gebieten Deutschlands mit Winterschutz auspflanzfähig sind.
Die folgenden Sorten überstanden in Feldversuchen −10 °C praktisch schadlos: 'Nerium villa romaine', 'Nerium atlas', 'Nerium italia', 'Nerium cavalaire'. Bei Temperaturen darunter beginnen zunächst einzelne Blätter abzusterben. Unter ca. −15 °C sterben die meisten Blätter ab, ab ca. −18 °C auch vermehrt das Stammholz. Selbst nach Temperaturen unter −20 °C und völligem oberirdischem Absterben können die Pflanzen im Frühjahr jedoch wieder neu austreiben.

## Toxikologie
Der Oleander enthält verschiedene Cardenolide, darunter das giftige und pharmakologisch relevante Glykosid Oleandrin. Alle Pflanzenteile sind giftig. Oleandrin ist ein giftiges Herzglykosid und wirkt erregend auf die interkardiale Muskeltätigkeit. Außerdem werden das Brechreizzentrum und der Nervus vagus aktiviert. Es verursacht Hypoxämie; dies bedeutet einen erniedrigten Sauerstoffgehalt (CaO2) im arteriellen Blut. Beim Umtopfen und Beschneiden sollten Handschuhe getragen werden. Selbst der Rauch des Oleanders ist giftig. Grünschnitt sollte nicht verbrannt, sondern im Hausmüll entsorgt werden.

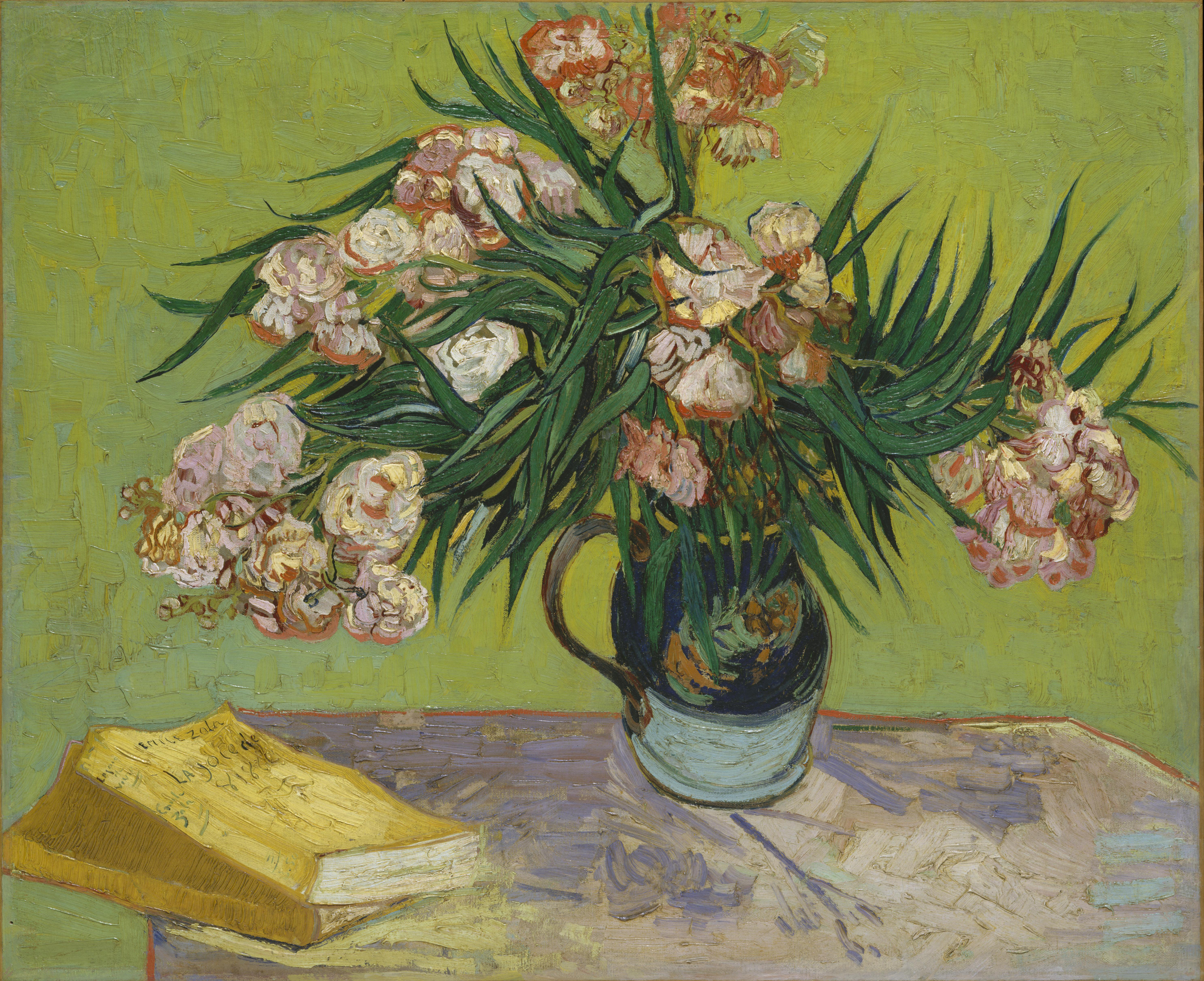
Vincent van Gogh: Stillleben mit Oleander

## Etymologie
Lorandum, der mittellateinische Name der Pflanze, ist eine Wortbildung zu lateinisch laurus „Lorbeer“. Diese Namensgebung beruhte wahrscheinlich auf der Ähnlichkeit der Blätter. Unter dem Einfluss von lateinisch olea „Olivenbaum“ entstand aus lorandum die italienische Wortform oleandro und daraus Oleander.
Der Gattungsname Nerium, eine latinisierte Form von altgriechisch νήριον nḗrion, bedeutet ebenfalls „Oleander“.